# Gaio Aurelio Cotta (console 252 a.C.)
Gaio Aurelio Cotta  (in latino Caius Aurelius Cotta; fl. 252 a.C.–248 a.C.) è stato un politico romano, due volte console della Repubblica romana.

## Biografia
Fu eletto console nel 252 a.C. ed ebbe come collega Publio Servilio Gemino. Entrambi i consoli furono inviati in Sicilia per proseguire le operazioni militari contro i Cartaginesi; riuscirono a conquistare alcune città, tra cui Himera, anche se la popolazione era stata fatta evacuare di nascosto prima della conquista. In seguito Cotta si fece dare alcune navi da Gerone II di Siracusa e così, dopo aver aumentato la consistenza della flotta romana, navigò verso Lipara. A questo punto delegò il suo tribuno Quinto Cassio per preparare il blocco navale alle isole, con l'ordine di non impegnarsi in alcuna battaglia; Cassio, al contrario ed in assenza del console, attaccò i Cartaginesi, ma fu pesantemente respinto con gravi perdite. Saputo della sconfitta, Cotta ritornò a Lipara, riprese il comando ed assediò la fortezza nemica, che si arrese. Cotta fece passare per le armi tutti i prigionieri, anche civili, e poi tolse ogni carica a Cassio .
Fu eletto console una seconda volta ancora con Publio Servilio Gemino. Ancora una volta entrambi i consoli operarono in Sicilia ed assediarono Lilibeo e Drepana, mentre i Cartaginesi tentarono una sortita lungo le coste italiane per cercare di distogliere truppe dal fronte siciliano.
Gaio Aurelio Cotta è famoso soprattutto perché durante il suo mandato di censore (nel 241 a.C.) fece iniziare la costruzione della via consolare che avrebbe portato il suo nome, la Via Aurelia.